# Хиронимус фон Колоредо
Хиронимус Франц де Паула Йозеф фон Колоредо (на немски: Hieronymus Franz Joseph von Colloredo; Hieronymus Franz de Paula Josef Graf Colloredo von Waldsee und Mels, Wallsee; * 31 май 1732, Виена; † 20 май 1812, Виена) e граф на Колоредо, епископ на Гурк в Каринтия (1761 – 1772), княжески архиепископ на Залцбург (1772 – 1803) и първият патрон на Волфганг Амадеус Моцарт.

## Живот
Той е вторият син на княз Рудолф Йозеф фон Колоредо (1706 – 1788), имперски вице-канцлер, и съпругата му графиня Мария Франциска Габриела фон Щархемберг (1707 – 1793), дъщеря на австрийския държавен и конференц-министър граф Гундакер Томас фон Щархемберг (1663 – 1745) и втората му съпруга графиня Мария Йозефа Йоргер цу Толет (1668 – 1746).
Хиронимус следва философия в университета във Виена и теология в „Колегюм Германикум“ в Рим, където промовира.
Той става каноник през 1751 г. в Пасау, Залцбург и Оломюц. През 1756 г. е капитулар в Залцбург. На 6 февруари 1761 г. става свещеник във Виена, на 19 декември 1761 г. на 29 години е избран за епископ на Гурк и е помазан на 8 май 1762 г. за епископ. На 14 март 1772 г. на 39 години той е избран за княжески архиепископ на Залцбург. Помазан е за архиепископ на 22 юни 1772 г. През 1803 г. той се отказва.
Колоредо владее освен немски и латински и – френски, италиански и чешки. Той свири добре на виолина и обича музиката. Понеже е болнав той пази винаги строга диета и води обикновен живот.
Волфганг Амадеус Моцарт е при него осем години вице-капел-майстер. Помощникът на архиепископа изгонва Моцарт, който отива във Виена.
Хиронимус фон Колоредо умира на 80 години на 20 май 1812 г. във Виена. Той оставя големи богатства.